# Мексиканська академія мови
Мексиканська академія мови (ісп. Academia Mexicana de la Lengua, AML) — науково-дослідна і культурна організація Мексики, що входить до Асоціації академій іспанської мови. Заснована в Мехіко 11 вересня 1875 року. До складу академії входять багато провідних діячів мексиканської науки і культури, серед яких лінгвісти, філософи, письменники, поети, історики й представники інших гуманітарних наук.
AML виступила організатором I Конгресу академій іспанської мови, який відбувся в Мехіко в квітні 1951 року. Завдяки її Постійній комісії було створено Асоціацію академій іспанської мови, затверджену на другому Конгресі, який відбувся в Мадриді 1956 року.

## Цілі і завдання
Відповідно до статуту, затвердженого на пленарному засіданні 2 грудня 1931, цілі і завдання Академії полягають у такому:
- стежити за збереженням, чистотою і поліпшенням іспанської мови;
- підтримувати постійні зв'язки з подібними академіями та установами;
- формувати і збільшувати бібліотеку, особливо за рахунок наукових і літературних творів, які найкращим чином сприяють досягненню цілей Академії;
- заохочувати і пропагувати вивчення іспанської мови шляхом періодичних заходів, публічних сесій, конференцій, конгресів та інших профільних заходів, що дозволяють направити делегатів для досягнення цих цілей;
- консультувати державні установи та приватних осіб;
- підтримувати владу, установи та приватних осіб у тому, що сприяє збереженню, чистоті і поліпшенню іспанської мови.

Для досягнення своїх цілей Академія проводить за кордоном дослідження і заходи, пов'язані з її компетенцією, у формі пленарних засідань, а також з використанням спеціалізованих комісій.